# 4th Man Out
4th Man Out, também conhecido como Fourth Man Out é um filme estado-unidense do género comédia dramática, realizado por Andrew Nackma, escrito por Aaron Dancik e protagonizado por Evan Todd, Parker Young, Chord Overstreet e Jon Gabrus. Foi exibido no Festival de Cinema LGBT de Toronto a 26 de maio de 2015. Estreou-se nos Estados Unidos a 5 de fevereiro de 2016.

## Argumento
Adam é um mecânico que vive e trabalha numa pequena cidade do estado de Nova Iorque e passa o tempo livre com seus melhores amigos Chris, Ortu e Nick, a tomar cervejas e a jogar a consola de jogos PlayStation e hóquei. Na chegada do seu aniversário de vinte e quatro anos, Adam decide sair do armário e conta para a família e amigos sobre sua homossexualidade. A revelação é comprometora e põe em risco o equilíbrio entre os amigos, mas após a estranheza inicial passar, Chris, Ortu e Nick decidem ajudar Adam a encontrar ao amor.

## Elenco
- Evan Todd como Adam Hutcherson
- Parker Young como Chris
- Chord Overstreet como Nick
- Jon Gabrus como Ortu
- Jennifer Damiano como Tracy/Rachel
- Brooke Dillman como Martha
- Jake Epstein como Marc, o artista
- Kate Flannery como Karen
- Doug Moe como Bradstar
- Jordan Lane Price como Jessica
- Alex Rennie como Paul

## Reconhecimentos
| Ano  | Prémios                                                             | Categorias                               | Destinatários e nomeados | Resultado | Referências |
| ---- | ------------------------------------------------------------------- | ---------------------------------------- | ------------------------ | --------- | ----------- |
| 2015 | Festival de Cinema LGBT de Toronto                                  | Prémio do Público de melhor filme        | 4th Man Out              | Venceu    | [ 3 ]       |
| 2015 | Festival Internacional de Cinema de Seattle                         | Prémio do Novo Cinema Estado-Unidense    | 4th Man Out              | Indicado  | [ 4 ]       |
| 2015 | Festival Internacional de Cinema da Ilha de Rodes                   | Melhor filme                             | 4th Man Out              | Venceu    | [ 5 ]       |
| 2015 | Festival Internacional de Cinema Gay e Lésbico da Filadélfia        | Prémio do Público de melhor filme        | 4th Man Out              | Venceu    | [ 6 ]       |
| 2015 | Festival Internacional de Cinema Gay e Lésbico da Filadélfia        | Prémio do Júri de melhor novo realizador | Andrew Nackman           | Venceu    | [ 6 ]       |
| 2015 | Out on Film                                                         | Prémio do Público de melhor filme        | 4th Man Out              | Venceu    | [ 7 ]       |
| 2015 | Festival Internacional de Cinema Gay e Lésbico da Carolina do Norte | Prémio do Júri de melhor filme           | 4th Man Out              | Venceu    | [ 8 ]       |
| 2015 | Festival Internacional de Cinema Gay e Lésbico de Miami             | Prémio do Júri de melhor filme           | 4th Man Out              | Venceu    | [ 9 ]       |
| 2015 | Outfest                                                             | Prémio do Público de melhor filme        | 4th Man Out              | Venceu    | [ 10 ]      |
| 2015 | Festival do Prémio Iris                                             | Melhor filme                             | 4th Man Out              | Venceu    | [ 11 ]      |
| 2015 | Festival de Cinema Heartland                                        | Melhor filme                             | 4th Man Out              | Venceu    | [ 12 ]      |
| 2015 | Festival Internacional de Cinema Gay e Lésbico de Chicago           | Melhor filme                             | 4th Man Out              | Venceu    | [ 13 ]      |